# يوهانس ثيوبالد
يوهانس ثيوبالد (بالألمانية: Johannes Theobald)‏ هو سائق سباق ألماني، ولد في 22 فبراير 1987 في شتوتغارت في ألمانيا.

## روابط خارجية
- يوهانس ثيوبالد على موقع Racing-Reference.info (الإنجليزية)
- يوهانس ثيوبالد على موقع DriverDB.com (الإنجليزية)